# Alfredo Deaño
Alfredo Deaño Gamallo (1944-1978) fue un filósofo y lógico español. Ejerció como profesor en la Universidad Autónoma de Madrid.